# Nyctemera pagenstecheri
Nyctemera pagenstecheri là một loài bướm đêm thuộc phân họ Arctiinae, họ Erebidae.